# Majesty and Decay
Majesty and Decay è l'ottavo album in studio del gruppo death metal statunitense Immolation, pubblicato nel 2010.

## Tracce
1. Intro – 1:19
2. The Purge – 3:19
3. A Token of Malice – 2:41
4. Majesty and Decay – 4:29
5. Divine Code – 3:39
6. In Human Form – 4:04
7. A Glorious Epoch – 4:38
8. Interlude – 2:04
9. A Thunderous Consequence – 3:59
10. The Rapture of Ghosts – 5:19
11. Power and Shame – 3:44
12. The Comfort of Cowards – 5:52

## Formazione
- Ross Dolan – basso, voce
- Bill Taylor – chitarra
- Robert Vigna – chitarra
- Steve Shalaty – batteria